# Distretto di Zofingen
Il distretto di Zofingen è un distretto del Canton Argovia, in Svizzera. Confina con i distretti di Aarau e di Kulm a est, con il Canton Lucerna (distretti di Sursee e di Willisau) a sud, con il Canton Berna (distretto di Aarwangen) a ovest e con il Canton Soletta (distretti di Gäu e di Olten) a nord. Il capoluogo è Zofingen.

## Comuni
Amministrativamente è diviso in 17 comuni:
| Stemma | Città        | Popolazione | Superficie (km2) |
| ------ | ------------ | ----------- | ---------------- |
|        | Aarburg      | 6.979       | 4,41             |
|        | Attelwil     | 292         | 2,19             |
|        | Bottenwil    | 770         | 5,10             |
|        | Brittnau     | 3.652       | 13,67            |
|        | Kirchleerau  | 743         | 4,36             |
|        | Kölliken     | 4.099       | 8,89             |
|        | Moosleerau   | 843         | 3,81             |
|        | Murgenthal   | 2.816       | 18,61            |
|        | Oftringen    | 12.207      | 12,87            |
|        | Reitnau      | 1.200       | 5,79             |
|        | Rothrist     | 7.677       | 11,87            |
|        | Safenwil     | 3.457       | 5,99             |
|        | Staffelbach  | 1.045       | 8,94             |
|        | Strengelbach | 4.536       | 6,03             |
|        | Uerkheim     | 1.284       | 7,09             |
|        | Vordemwald   | 1.687       | 10,15            |
|        | Wiliberg     | 157         | 1,17             |
|        | Zofingen     | 10.719      | 11,07            |
| TOTALE | TOTALE       | 64.063      | 142,01           |

### Fusioni
- 1901: Balzenwil, Riken → Murgenthal
- 1901: Staffelbach, Wittwil → Staffelbach
- 2002: Mühlethal, Zofingen → Zofingen
- 2019: Attelwil, Reitnau → Reitnau